# Hexagrammidae

Hexagrammos lagocephalus

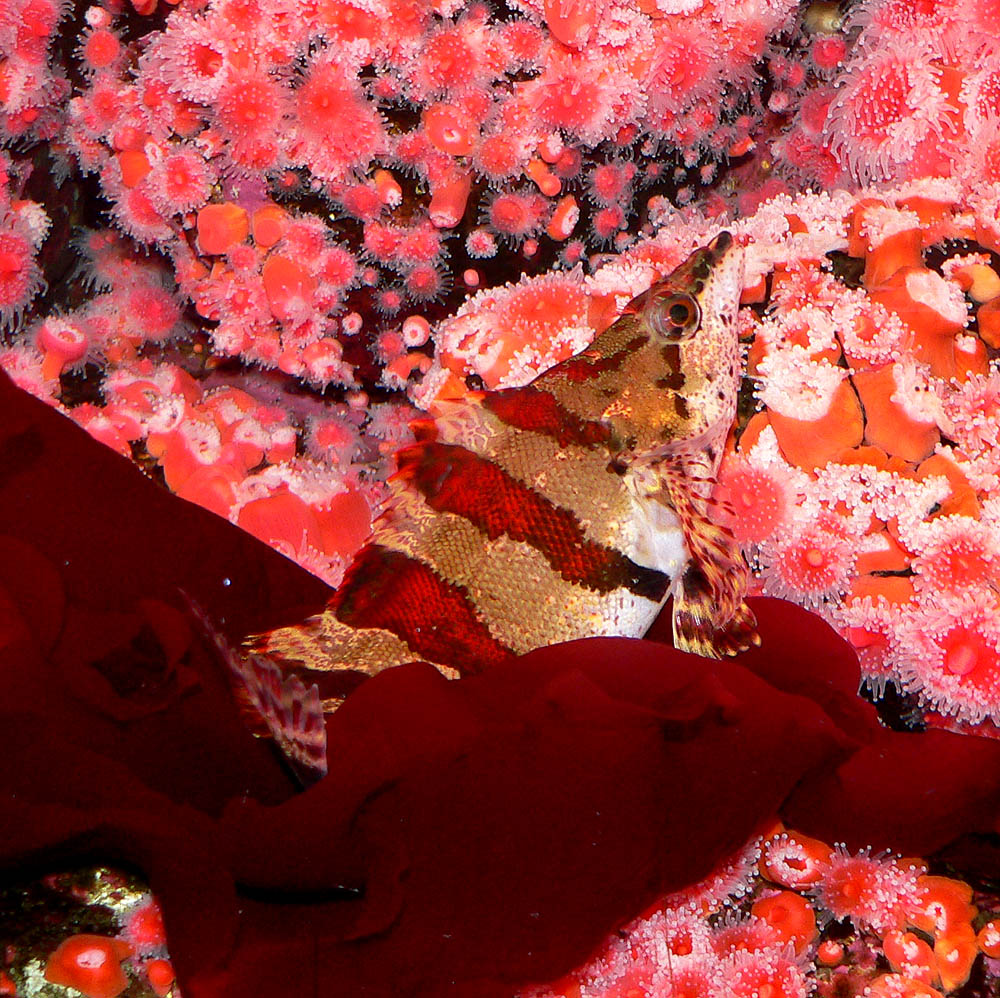
Oxylebius pictus

Hexagrammidae è una famiglia di pesci ossei marini appartenente all'ordine Scorpaeniformes.

## Distribuzione e habitat
La famiglia è diffusa nelle parti temperate e fredde dell'Oceano Pacifico settentrionale. Una specie (Hexagrammos stelleri) è stata catturata anche nel Mar Glaciale Artico. Vivono dalla zona di marea al piano batiale ma in genere sono pesci piuttosto costieri presenti sulla piattaforma continentale. Sono demersali tranne il genere Pleurogrammus i cui adulti assumono uno stile di vita pelagico.

## Descrizione
Sono abbastanza allungati e schiacciati lateralmente. Hanno una sola pinna dorsale con un'incisione tra la parte anteriore composta da 16-28 raggi spinosi e quella posteriore a raggi molli. La pinna anale è lunga, con 4 raggi spinosi (assenti in molte specie). Denti molto piccoli. Possono esserci fino a 5 linee laterali sui fianchi. Sull'occhio ci sono uno o due brevi tentacoli carnosi. Di solito è presente una sola narice per lato, la posteriore è ridotta o assente. La vescica natatoria manca. La colorazione è molto variabile.
Ophiodon elongatus supera il metro e mezzo di lunghezza ed è la specie più grande. Gli altri membri della famiglia hanno una taglia media e raggiungono qualche decina di centimetri di lunghezza.

## Biologia

### Alimentazione
Si cibano di crostacei (granchi, anfipodi), vermi marini, pesciolini e uova di pesci.

## Specie
- Genere Hexagrammos
  - Hexagrammos agrammus
  - Hexagrammos decagrammus
  - Hexagrammos lagocephalus
  - Hexagrammos octogrammus
  - Hexagrammos otakii
  - Hexagrammos stelleri
- Genere Ophiodon
  - Ophiodon elongatus
- Genere Oxylebius
  - Oxylebius pictus
- Genere Pleurogrammus
  - Pleurogrammus azonus
  - Pleurogrammus monopterygius
- Genere Zaniolepis
  - Zaniolepis frenata
  - Zaniolepis latipinnis[2]